# Бортовой журнал
Бортовой журнал — технический журнал, в который в установленной форме записываются сведения о воздушном судне, всех произведенных полетах, особых случаях в полете, обнаруженных неисправностях, произведенном техническом обслуживании, замене агрегатов и т.п. Бортжурнал предназначен для контроля технического состояния воздушного судна, контроля произведенных регламентных работ. Также он широко используется при расследовании авиационных инцидентов. За правильность и своевременность заполнения бортового журнала отвечает командир воздушного судна. Бортовой журнал входит в перечень документации, которая в полете обязана находиться на борту воздушного судна. Местонахождение бортжурнала на земле не регламентировано, но, как правило, он также хранится на борту.

## Разделы бортжурнала
1. Перечень систем воздушного судна (двигатели, ВСУ, топливная система, гидравлическая система) с указанием типов и серийных номеров.
2. Список индивидуальных особенностей воздушного судна.
3. Список произведенных полетов с указанием номера рейса, состава экипажа, точного времени и места взлетов и посадок, времени работы каждого из двигателей на номинальном и взлетном режиме, потраченном топливе, замеченных неисправностях.
4. Лист замеченных неисправностей.
5. Лист отложенных неисправностей (DIL).
6. Перечень бортового имущества.

Поскольку ICAO предъявляет требования только к информации, содержащейся в бортжурнале, конкретную форму документов устанавливает авиакомпания-оператор.

## Бортовой журнал и информационные системы авиакомпании
В настоящее время практически все авиакомпании используют собственные информационные системы для учета отказов и управления техническим обслуживанием. Поэтому записи в бортжурнале непосредственно после посадки вносятся в ИС авиакомпании. Для этого в бортовых журналах многих авиакомпаний предусмотрены самокопирующиеся страницы. Распространение информационных систем приводит к падению роли бумажного бортового журнала как самостоятельного документа.
Бортовой журнал радиосвязи должен постоянно находиться на борту воздушного судна. По окончании ведения радиосвязи, после каждого полета бортрадист обязан разборчиво записать свою фамилию и расписаться.

## В военной авиации
В государственной авиации, в соответствии с требованиями Федеральных авиационных правил инженерного-авиационного обеспечения (ФАП ИАО, а также бывшими в действии в соответствующими требованиями НИАС), на каждый летательный аппарат ведётся «Журнал подготовки самолёта (вертолёта)», куда записываются все выполняемые работы — подготовка ВС, заправка, снаряжение, загрузка и центровка, все выполненные или невыполненные вылеты, замечания по работе техники в полёте, устранения неисправностей, монтажно-демонтажные и регулировочные работы, работы по хранению ВС, периодические работы, парковые дни и работы по бюллетеням промышленности, также ежедневное вскрытие и закрытие ВС и т. д. Заносятся подписи ответственных лиц, лётного состава, исполнителей и контролирующих работы. Для военно-транспортных машин при перелётах ведётся два журнала — бортовой и наземный.
ЖПС — является основным отчётным документом за определённый период эксплуатации ВС. Форма журнала стандартизирована, а правила ведения строго регламентированы. Ответственным лицом за ведение журнала является техник самолёта (старший техник корабля).

## Нормативные акты
- Приложение 6 к Конвенции о международной гражданской авиации.
- Наставление по производству полетов гражданской авиации, 1985 г.
- Правила заполнения бортового журнала компании «Аэрофлот».
- Федеральные авиационные правила инженерно-авиационного обеспечения государственной авиации РФ, 2005 год
- Федеральные авиационные правила производства полетов государственной авиации РФ [1]